# Радикалцентризм
Радикалцентризм, або радикальний центризм — політична ідеологія яка є сумішшю радикалізму і центризму. Виникла в західних країнах наприкінці XX століття. За основу взята ідеологія центризму, про не обмеження поглядів людини котроюсь ідеологією. Різниця лиш в тому, що радикалцентризм пропонує радикальне вирішення проблем, максимально швидко діяти і безкомпромісність в своїх рішеннях.
Слово радикальний у терміні стосується готовності закликати до фундаментальних реформ інститутів. Слово центризм відноситься до переконання, що справжні рішення вимагають реалізму і прагматизму, а не тільки ідеалізму та емоцій.
Девіз радикального центризму — ідеалізм без ілюзій.
Тобто ідеалізм в постановці завдань, але максимально реалістичне розуміння вихідних позицій і усвідомлення того, що жоден з методів не варто відкидати лише тому, що він «не з нашого політичного спектру». Для вирішення тих чи інших завдань радикальні центристи зазвичай запозичують ідеї і з лівих, і з правих підходів, часто поєднуючи їх разом. Наприклад, він може поєднувати прихильність до ринкових механізмів з турботою про соціальну проблематику. Тобто, завдання визначає метод.

## Представники
Певний вплив на радикально-центристську політичну філософію не є безпосередньо політичним. Роберт С. Соломон, філософ з радикально-центристськими інтересами, виділяє ряд філософських концепцій, що підтримують рівновагу, примирення або синтез. Серед них:
- концепція Конфуція «ren» (людяність);
- концепція «середньої» Аристотеля;
- концепція гуманізму Еразма і Монтена;
- еволюційне бачення історії Віко;
- прагматизм Вільяма Джеймса і Джона Дьюї;